# 인디스쿨
인디스쿨(Indischool)은 2000년에 개설한 대한민국의 초등 교사 커뮤니티 사이트이다. 초등학교 교과 및 생활 지도, 업무에 관한 정보 공유, 다양한 교육 프로그램과 연수 주최 및 나눔 등의 기능을 수행하고 있다. 초등 교사를 대상으로 한 사이트이기 때문에 까다로운 인증 절차를 거쳐서 가입할 수 있다.
현재 현직 초등학교 교사들이 직접 운영하고 있고, 회원들의 자발적인 참여로 사이트가 운영되고 있다.

## 회원통계
2019년 6월 1일 기준 인디스쿨에 교사로서 인증 받은 회원은 총 113,745명이다. 매월 다수의 회원이 정기 후원을 진행하고 있다